# 萎软香青
萎软香青（学名：[Anaphalis flaccida] 错误：{{Lang}}：文本有斜体标记（帮助））是菊科香青属的植物，为中国的特有植物。分布于中国大陆的云南、贵州等地，生长于海拔1,800米至2,400米的地区，常生长在山坡草地、山顶或灌丛中，目前尚未由人工引种栽培。